# Ullattijärvet
Ullattijärvet är varandra näraliggande sjöar i Gällivare kommun i Lappland som ingår i Kalixälvens huvudavrinningsområde.
- Ullattijärvet (Gällivare socken, Lappland, 744971-176381), sjö i Gällivare kommun, 67°01′41″N 21°52′03″Ö / 67.028°N 21.8675°Ö
- Ullattijärvet (Gällivare socken, Lappland, 745002-176345), sjö i Gällivare kommun, 67°01′52″N 21°51′36″Ö / 67.0311°N 21.86°Ö